# 隗福临
隗福临（1938年—），辽宁新宾人。满族。中国人民解放军上将。
1958年，其担任沈阳军区16军47师排长、连长，47师营长、副团长、团长、师参谋长、师长、16军参谋长。1985年，任中国人民解放军总参谋部作战部部长。1992年，任总参谋长助理。1994年，担任成都军区司令员。次年任中国人民解放军副总参谋长。2003年被选为第十届全国人大常委会委员。